# Antilopini
Antilopini – plemię ssaków z podrodziny antylop (Antilopinae) w obrębie rodziny wołowatych (Bovidae).

## Zasięg występowania
Plemię obejmuje gatunki występujące w Afryce i Azji.

### Podział systematyczny
Do plemienia należą następujące występujące współcześnie rodzaje: 
- Raphicerus C.H. Smith, 1827
- Antidorcas Sundevall, 1847 – skocznik – jedynym żyjącym współcześnie przedstawicielem jest Antidorcas marsupialis (A.E.W. von Zimmermann, 1780) – skocznik antylopi
- Ammodorcas O. Thomas, 1891 – antylopik – jedynym przedstawicielem jest Ammodorcas clarkei O. Thomas, 1891 – antylopik ogadeński
- Litocranius Kohl, 1886 – gerenuk – jedynym przedstawicielem jest Litocranius walleri (Brooke, 1879) – gerenuk długoszyi
- Saiga J.E. Gray, 1843 – suhak – jedynym przedstawicielem jest Saiga tatarica (Linnaeus, 1766) – suhak stepowy
- Antilope Pallas, 1766 – antylopa – jedynym żyjącym współcześnie przedstawicielem jest Antilope cervicapra (Linnaeus, 1758) – antylopa indyjska
- Nanger Lataste, 1885 – gazelka
- Gazella de Blainville, 1816 – gazela
- Eudorcas Fitzinger, 1869 – gazelopka
- Dorcatragus Noack, 1894 – bejra – jedynym przedstawicielem jest Dorcatragus megalotis (Menges, 1894) – bejra somalijska
- Madoqua W. Ogilby, 1837 – dikdik
- Ourebia Laurillard, 1842 – oribi – jedynym przedstawicielem jest Ourebia ourebi (A.E.W. von Zimmermann, 1783) – oribi smukłonogi
- Procapra B.H. Hodgson, 1846 – dżereń

Opisano również rodzaje wymarłe:
- Antilospira Teilhard de Chardin & Yang Zhongjian, 1931[39]
- Cambayella Pilgrim, 1939[40] – jedynym przedstawicielem był Cambayella watsoni Pilgrim, 1939
- Dorcadoryx Teilhard de Chardin & Trassaert, 1938[41]
- Dytikodorcas Bouvrain & de Bonis, 2007[42]
- Gazellospira Pilgrim & Schaub, 1939[43]
- Helladorcas Bouvrain, 1997[44] – jedynym przedstawicielem był Helladorcas geraadsi Bouvrain, 1997
- Homoiodorcas H. Thomas, 1981[45]
- Majoreas Kostopoulos, 2004[46]
- Nisidorcas Bouvrain, 1979[47] – jedynym przedstawicielem był Nisidorcas planicornis (Pilgrim, 1939)
- Ouzocerus Bouvrain & Bonis, 1986[48]
- Parantidorcas Arambourg, 1979[49] – jedynym przedstawicielem był Parantidorcas latifrons Arambourg, 1979
- Prostrepsiceros Forsyth Major, 1891[50]
- Protetraceros Schlosser, 1903[51]
- Protragelaphus Dames, 1883[52]
- Sinapocerus Tekkaya, 1974[53] – jedynym przedstawicielem był Sinapocerus ozansoyi Tekkaya, 1974
- Sinoreas Teilhard de Chardin & Trassaert, 1938[54] – jedynym przedstawicielem był Sinoreas cornucopia Teilhard de Chardin & Trassaert, 1938
- Spirocerus Boule & Teilhard de Chardin, 1928[55]
- Tragospira Kretzoi, 1954[56]
- Tyrrhenotragus H. Thomas, 1984[57] – jedynym przedstawicielem był Tyrrhenotragus gracillimus (Weithofer, 1888)